# Petalosarsia suluensis
Petalosarsia suluensis is een zeekommasoort uit de familie van de Pseudocumatidae. De wetenschappelijke naam van de soort is voor het eerst geldig gepubliceerd in 2012 door Akiyama & Gerken.